# Paisagem Cultural Artística Rupestre de Zuojiang Huashan
A Paisagem Cultural Artística de Zuojiang Huashan (chinês: 花山壁画, pinyin: Huāshān Bìhuà) é uma extensa área de pinturas rupestres, em desfiladeiros de calcário, localizada em Guangxi, na República Popular da China. Estas pinturas datam de há centenas de anos e estão localizadas na margem oeste do rio Ming (chinês: 明江, pinyin: Míng Jiāng, lit. ‘Rio Brilhante’) que é afluente do Rio Zuo. A área das pinturas pertence à Reserva Natural Nonggang , na cidade de Yaoda, condado de Ningming.
As pinturas contêm cerca de 1900 discretas imagens em 110 grupos. Elas possuem uma cor vermelha, que foi obtida pela mistura de hematita, cola animal e sangue. Elas mostram figuras humanas com tambores de bronze, facas, espadas, sinos e navios. Figuras humanas possuem cerca de 60 centímetros (24 pol) e 150 centímetros (4,9 pé) de altura, mas uma delas atinge 3 metros (9,8 pé).
Acredita-se que as pinturas tenham entre 1800 e 2500 anos  ou entre 1600 e 2400. O período de sua criação parece ter terminado na Dinastia Han. Muitas das pinturas são para "ilustrar a vida e os rituais" do antigo povo Luo Yue que, acredita-se, serem os ancestrais do atual Povo Zhuang e habitaram o vale do Rio Zuo durante este período. Entretanto, datações de carbono recente sugerem que as pinturas mais antigas foram realizadas a cerca de 16.000 anos e as mais novas cerca de 690 anos.

## UNESCO
O conjunto, sob a designação de Paisagem Cultural Artística Rupestre de Zuojiang Huashan, foi inscrito como Patrimônio Mundial da UNESCO em 2016 por: "demonstrar a cultura da idade do bronze no sul da China, a única região que ainda apresenta vestígios desta cultura hoje em dia."